# كرونبيرغ
كرونبيرغ (بالإنجليزية: Kronberg (mountain))‏ هو أحد جبال سلسلة جبال الألب أبينزيل ويقع في كانتون أبينزيل إينرهودن في سويسرا. يحتل المرتبة رقم 409 في قائمة جبال سويسرا من حيث الارتفاع، إذ يبلغ ارتفاعه حوالي 1663 متر، بينما يبلغ ارتفاع نتوء الجبل 351 متر.